# توم هاريسون (عازف جاز)
توم هاريسون (بالإنجليزية: Tom Harrison)‏ هو عازف جاز بريطاني، ولد في 25 يوليو 1985 في كارديف في المملكة المتحدة.

## وصلات خارجية
- الموقع الرسمي
- توم هاريسون على موقع ميوزك برينز (الإنجليزية)
- توم هاريسون على موقع ديسكوغز (الإنجليزية)